# Kurzlipsdorf

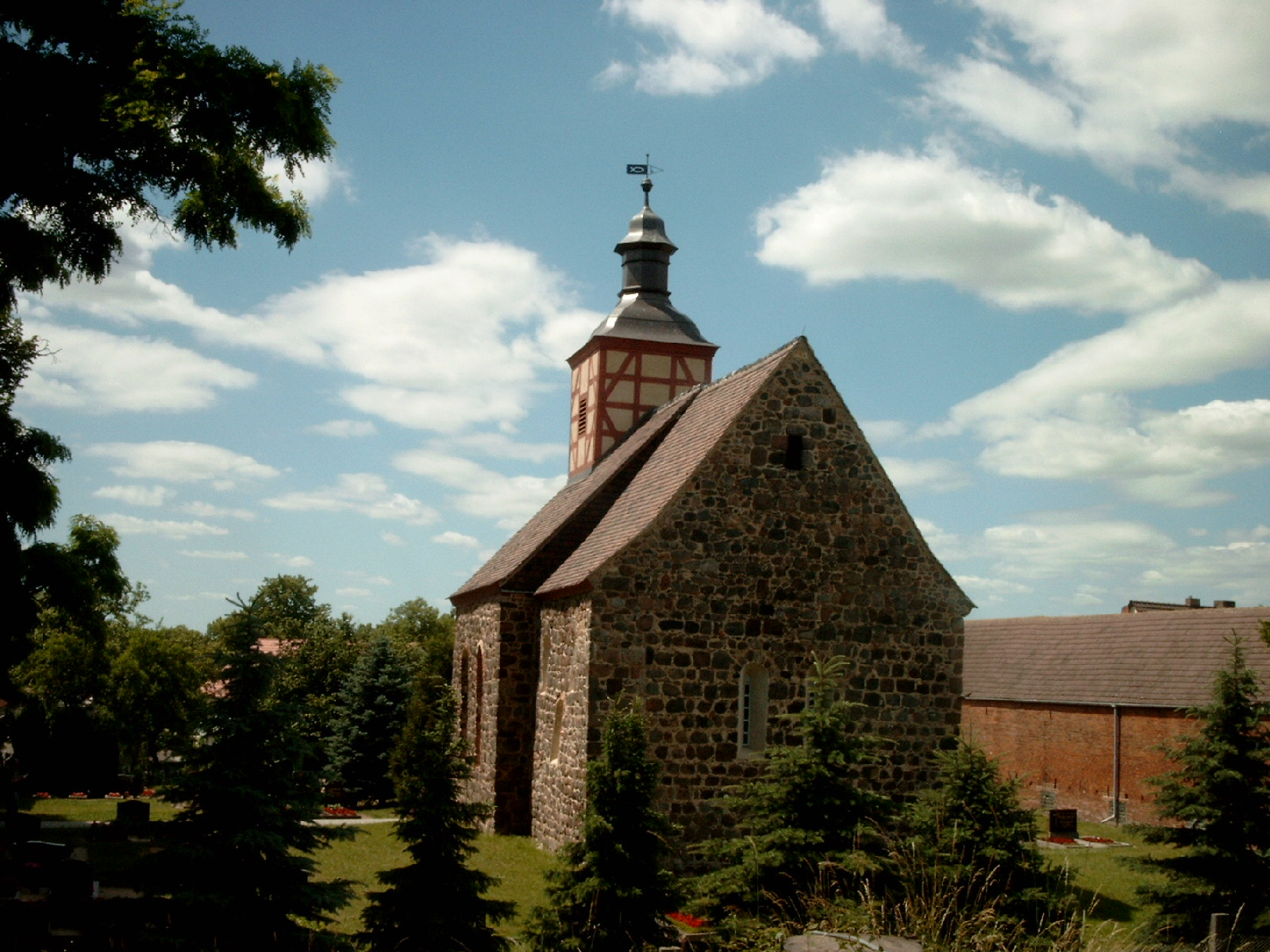
Dorfkirche Kurzlipsdorf

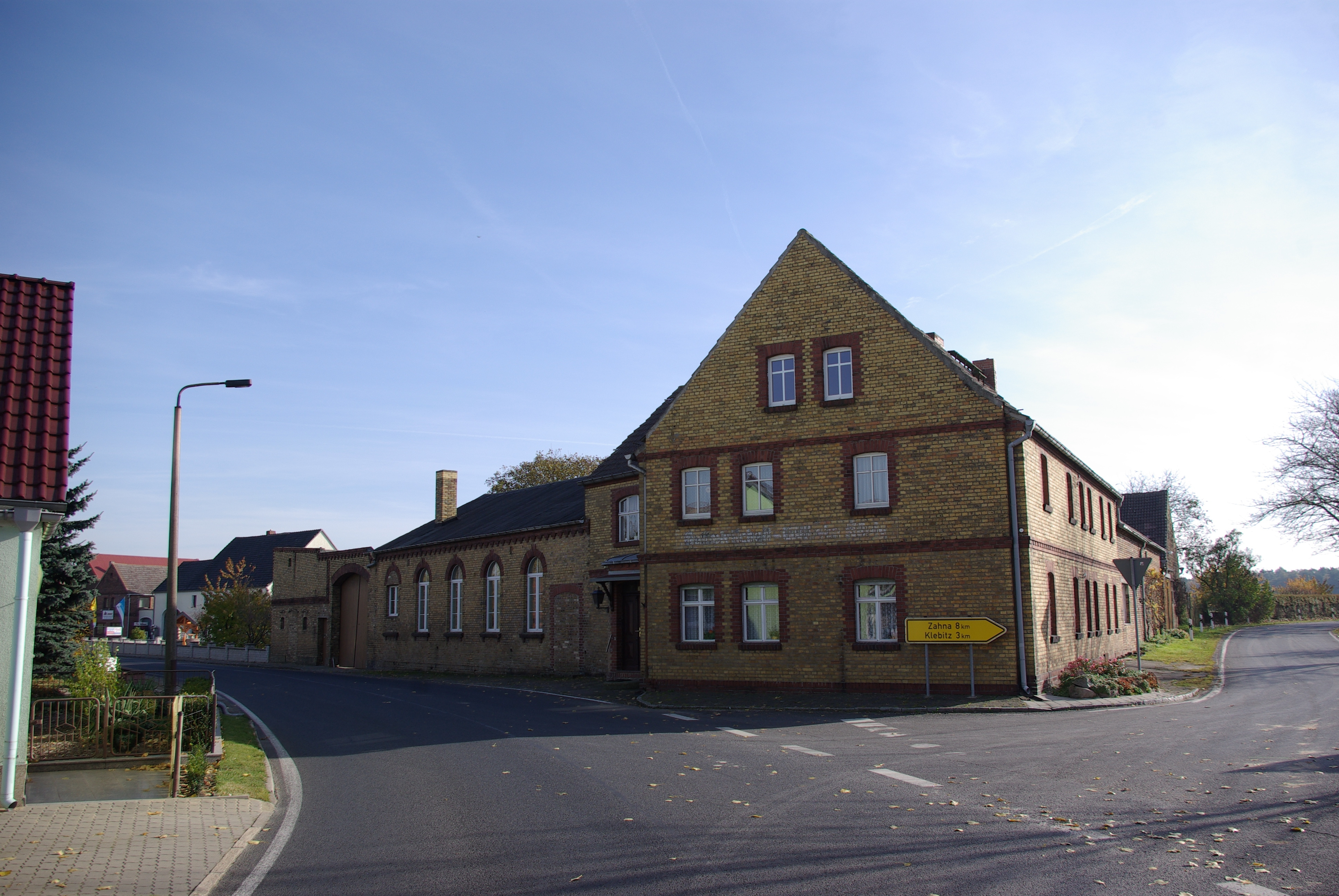
Gasthof Kurzlipsdorf 26

Kurzlipsdorf ist ein Ortsteil der Gemeinde Niedergörsdorf im Landkreis Teltow-Fläming des Bundeslandes Brandenburg. 

## Geschichte
Die erste urkundliche Erwähnung des Dorfes Kurzlipsdorf ist datiert auf das Jahr 1331, über die Entstehung des Ortes ist weiter nichts bekannt. Erwähnt wurde es als „Lubesdorf“, in dem Namen ist ein slawischer Personennamen enthalten. Ab 1504 war die Bezeichnung „Kortlubistorff“, um es von Langenlipsdorf zu unterscheiden. Im Jahre 1528 gehörte der Ort zum Nonnenkloster Jüterbog, später gehörte es zum Amt Wittenberg.

## Geographie
Kurzlipsdorf liegt etwa acht Kilometer westlich von Niedergörsdorf. Die Nachbarorte sind Schönefeld, Blönsdorf, Danna und Klebitz. Klebitz ist ein Ortsteil von Zahna-Elster in Sachsen-Anhalt. 
Die Dorfstraße verläuft von Südwest in einem Bogen nach Nordost, um diese Straße bildet sich das Dorf. Südöstlich der Straße liegt die Dorfkirche in Randlage auf einer kleinen Anhöhe. Südlich der Dorfkirche befindet sich ein Kriegerdenkmal. Am südwestlichen Ortseingang befand sich eine Mühle, diese wurde bei einem Unwetter im Jahre 1947 stark beschädigt und in den 1960er Jahren abgerissen.

## Baudenkmale
In Kurzlipsdorf sind zwei Baudenkmale eingetragen.
Die Dorfkirche stammt im Kern aus dem 13. Jahrhundert. Kurzlipsdorf war lange Mutterkirche. Die heute Kirche wurde nach einem Teileinsturz wieder aufgebaut. Das Schiff der Kirche ist kurz, der rechteckige Chor ist eingezogen. Der eingezogene Turm ist aus Fachwerk wurde im Jahr 1768 erbaut. Er ist zinkverkleidet und trägt eine geschweifte Haube mit Laterne. Im Inneren befindet sich eine Orgel aus dem Jahr 1888, der Orgelbauer war G. A. Friedrich aus Wittenberg. Die Glocke wurde im Jahre 1884 gegossen. Von einem Altaraufsatz sind Reste vorhanden, dieser wurde 1684 gestiftet.
Das Gasthaus Kurzlipsdorf 28 wurde in der zweiten Hälfte des 18. Jahrhunderts als Mühlenhof erbaut. Die in den 1960er Jahren abgetragene Mühle gehörte zu dem Hof. Das heutige Erscheinungsbild des Gehöftes entstand bei Umbauten im Jahre 1905. Zum Gasthaus ist noch ein Stall und weitere Wirtschaftsgebäude erhalten geblieben. Es ist eins der wenigen Gasthäuser aus dem 19. Jahrhundert, die mit dem Saalbau erhalten geblieben sind.

## Belege
1. ↑  Statistisches Jahrbuch 2006 - Landkreis Teltow-Fläming PDF (Seite nicht mehr abrufbar, festgestellt im März 2022. Suche in Webarchiven)  Info: Der Link wurde automatisch als defekt markiert. Bitte prüfe den Link gemäß Anleitung und entferne dann diesen Hinweis.
2. ↑  Denkmalliste des Landes Brandenburg: Landkreis Teltow-Fläming (PDF). Brandenburgisches Landesamt für Denkmalpflege und Archäologisches Landesmuseum